# نوح الموسی
نوح الموسی (عربی: نوح الموسى؛ زادهٔ ۲۳ فوریهٔ ۱۹۹۱) یک ورزشکار اهل عربستان سعودی است.
از باشگاه‌هایی که در آن بازی کرده‌است می‌توان به باشگاه فوتبال الفتح عربستان سعودی اشاره کرد.